# Катастрофа Ли-2 в Уфе
Катастрофа Ли-2 в Уфе — авиационная катастрофа пассажирского самолёта Ли-2 компании Аэрофлот, произошедшая в субботу 9 ноября 1946 года в Уфе, в результате которой погибли 6 человек.

## Экипаж
- Командир воздушного судна — Кириллов М. Ф.
- Второй пилот — Тищенко С. М.
- Бортмеханик — Кириллов М. Е.
- Бортрадист — Ильичев А. П.

## Катастрофа
Самолёт Ли-2 борт Л4145 из Волжского управления гражданского воздушного флота выполнял регулярный пассажирский рейс из Куйбышева в Свердловск, а на его борту находились три пассажира и четыре члена экипажа. Полёт проходил на высоте 2200 метров, когда спустя 1 час 35 минут после вылета в левом двигателе упало давление масла, поэтому его отключили. В сложившейся ситуации командир принял решение о вынужденной посадке в Уфе, но в процессе выполнения захода на посадку в условиях облачности сильно отклонился от схемы и оказался на высоте 250 метров в 20—25 километрах к северо-западу от аэропорта. Тогда экипаж принял решение выполнять посадку вне аэродрома на подобранную под собой площадку, однако когда был начат разворот на эту площадку, машина также сильно отклонилась в сторону и оказалась уже над городом. Решив тогда всё же садиться в аэропорту, командир перевёл единственный рабочий правый двигатель на взлётный режим. Работающий под высокой нагрузкой двигатель начал быстро перегреваться, в результате чего упала его мощность, после чего лайнер начал снижаться над городом. Тогда пилоты повернули машину в сторону реки Белая, лишь бы она не упала на город. Пролетая над берегом, потерявший высоту самолёт врезался крылом в деревья, после чего рухнул в лес, разрушился и сгорел. Из семи  человек на борту выжил только один (пассажир или член экипажа — неизвестно).

## Причины
Согласно заключению комиссии, кроме отказа двигателя к катастрофе привели также и ошибки пилотирования — развороты выполнялись на левую сторону, то есть на неработающий двигатель. Также командир экипажа последовательно принимал неправильные решения о выполнении посадки. Кроме того, перед самой катастрофой не была прекращена подача топлива, что привело к тому, что после разрушения самолёта произошло воспламенение топлива, тем самым вызвав пожар.